# Volodymyr Polikarpenko
Volodymyr Volodomirovitsj Polikarpenko (Oekraïens: Володимир Володимирович Полікарпенко) (Zaporizja, 9 juni 1972) is een Oekraïens triatleet. Hij nam driemaal deel aan de Olympische Spelen, maar won hierbij geen medailles. Tot zijn grootste prestaties behoort het winnen van de World Cup series in 2003.
Polikarpenko doet sinds 1994 aan triatlons. Hij is een zwemspecialist, die zich sterk verbeterde bij het fietsen, maar dit nog altijd ziet als zijn zwakste onderdeel.
Zijn olympisch debuut maakte hij in 2000 op de eerste triatlon bij de Olympische Zomerspelen van Sydney. Hier behaalde een vijftiende plaats in een tijd van 1:49.51,78. Op de Olympische Zomerspelen van Athene werd hij dertigste in 1:57.39,28. Ten slotte werd hij 35e op de Olympische Spelen van 2008 in Peking met een tijd van 1:52.51,74.
Hij is getrouwd en heeft sinds 6 juni 1998 een zoon genaamd Son Sergey.

## Palmares

### triatlon
- 1997: 24e WK olympische afstand in Perth - 1:51.57
- 1997:  WK lange afstand (Nice, Frankrijk)
- 1998:  EK
- 1998: 25e WK olympische afstand in Lausanne - 1:59.37
- 1999: 15e WK olympische afstand in Montreal - 1:46.31
- 2000: 15e Olympische Spelen van Sydney - 1:49.51,78
- 2002: 5e WK in Cancún
- 2002:  ITU wereldbekerwedstrijd in Tiszaujvaros
- 2003:  World Cup Series
- 2003:  ITU wereldbekerwedstrijd in Tiszaujvaros
- 2003:  ITU wereldbekerwedstrijd in St. Anthony's
- 2004: 16e EK
- 2004: 30e Olympische Spelen van Athene
- 2005: 9e WK olympische afstand in Gamagōri - 1:50.43
- 2006: 5e WK olympische afstand in Lausanne - 1:53.04
- 2008: 35e Olympische Spelen van Peking - 1:52.51,74